# 1924 în literatură
Anul 1924 în literatură a implicat o serie de evenimente și cărți noi semnificative. 

## Cărți noi
- Michael Arlen - The Green Hat
- Louis Bromfield - The Green Bay Tree
- John Buchan - The Three Hostages
- Edgar Rice Burroughs
  - The Land That Time Forgot
  - Tarzan and the Ant Men
- Agatha Christie
  - The Man in the Brown Suit
  - Poirot Investigates
- Edna Ferber - So Big
- Ford Madox Ford - Some Do Not . . .
- Jean Forge - Saltego trans Jarmiloj
- E. M. Forster - A Passage to India
- Charles Boardman Hawes - The Dark Frigate
- Margaret Kennedy - The Constant Nymph
- Thomas Mann - The Magic Mountain
- John Masefield - Sard Harker
- Herman Melville - Billy Budd, Sailor
- Dmitri Merezhkovsky - Akhnaton, King of Egypt
- George Moore -Peronnik the Fool
- Baroness Orczy
  - The Honourable Jim
  - Pimpernel and Rosemary
  - Les Beaux et les Dandys de Grand Siècles en Angleterre
- Eden Phillpotts - The Treasures of Typhon
- Joseph Roth - Hotel Savoy
- Edith Wharton - The Old Maid
- Walter F. White - The Fire In The Flint
- Paul Sullivan - "Maata's Journal"
- P. C. Wren - Beau Geste

## Premii
- Premiul Nobel pentru Literatură: